# Fnac
Fnac (acrónimo de Federación nacional de compras de ejecutivos) es una empresa francesa, filial de Groupe Fnac Darty, especializada en la venta de artículos electrónicos, ordenadores, artículos fotográficos, libros, música y vídeo. Ofrece también ventas por Internet y es uno de los grupos pioneros en este formato en su país de origen.
La empresa posee 44 filiales repartidas en Bélgica, Italia, Grecia, España, Portugal, Brasil, Marruecos, Taiwán y Francia, donde tiene su sede y posee 67 tiendas en un total de 65 ciudades.
El director de la empresa a nivel internacional es fr:Enrique Martinez.

## Historia
La Federation Nationale d'Achats ('Federación Nacional de Compras') fue un pequeño club de París en el que se vendía material fotográfico a módico precio. Fue establecido en octubre de 1954 por Max Théret (1913-2009) y André Essel (1918-2005), quienes querían sacarle partido a su afición por la fotografía. En 1966 expandieron su negocio a no-miembros, inaugurando la primera tienda pública. A partir de entonces, se agregarían discos, televisores, radios, etc. y pasaría a llamarse Fédération Nationale d'Achats des Cadres, es decir, venta de productos para las personas en cargos ejecutivos de las empresas.
Tras el primer Fnac en el bulevar de Sébastopol n.º 4, vino el segundo en la avenida de Wagram 17 en 1969. Para el año 1970, los principales accionistas eran Paribas y UAP. Entre ese año y 1983, Louis Kaluszyner fue director general de la Fnac. La expansión de Fnac fuera de París comenzó en 1972 con la apertura de la primera tienda en Lyon. Dos años más tarde iniciaron la venta de libros. En 1980, la FNAC entró en Bolsa y comenzó su expansión fuera de Francia.
En 1994 fue comprada por el conglomerado de empresas PPR (actual Kering), que incluye marcas de lujo como Balenciaga, Gucci o Yves Saint Laurent.
En 2010, la Fnac vendió su filial Éveil et Jeux y se desprendió de esta rama especializada en juegos y juguetes para niños.

## Expansión internacional
El establecimiento de Fnac fuera de Francia, concretamente en Bélgica, comenzó en 1981 con la apertura de la tienda de Bruselas. El mismo año, Max Théret dejó Fnac. Dos años más tarde, André Essel fue reemplazado al frente de la Fnac por Roger Kerinec.
| País                | Almacenes (n.º)                                    | Primer almacén                   | Sitio web                        |
| ------------------- | -------------------------------------------------- | -------------------------------- | -------------------------------- |
| Francia             | 227 almacenes (90 propios y 137 franquiciados)     | 1957 en París                    | fnac.com                         |
| España              | 35 almacenes                                       | 1993 en Madrid                   | fnac.es                          |
| Portugal            | 34 almacenes                                       | 1998 en Lisboa                   | fnac.pt                          |
| Suiza               | 22 almacenes (13 de ellas en asociación con Manor) | 2000 en Ginebra                  | fnac.ch                          |
| Bélgica             | 13 almacenes                                       | 1981 en Bruselas                 | fnac.be                          |
| Reunión             | 6 almacenes (franquiciado)                         | 2016-2017 à Saint-Pierre         | fnac.re                          |
| Costa de Marfil     | 2 almacenes (franquiciado)                         | 2015 en Abiyán                   |                                  |
| Marruecos           | 2 almacenes (franquiciado)                         | 2011 en Casablanca               |                                  |
| Catar               | 2 almacenes (franquiciado)                         | 2015 en Doha                     | fnac.qa                          |
| Andorra             | 2 almacenes (franquiciado)                         | 2016 en Andorra la Vieja         | fnac-andorra.com                 |
| Túnez               | 2 almacenes (franquiciado)                         | 2018 en Ciudad de Túnez          | fnac.tn                          |
| Camerún             | 1 almacén (franquiciado)                           | 2017 en Duala                    |                                  |
| República del Congo | 1 almacén (franquiciado)                           | 2017 en Brazzaville              |                                  |
| Nueva Caledonia     | 1 almacén                                          | 2018 en Nouméa                   |                                  |
| Luxemburgo          | 1 almacén                                          | 2019 en Luxembourg-Ville         | fnac.be/luxembourg               |
| Martinica           | 1 almacén                                          | 2019 en Lamentin                 |                                  |
| Total:              | 266 almacenes (70 en franquicia)                   | 266 almacenes (70 en franquicia) | 266 almacenes (70 en franquicia) |

## Fnac España
En la actualidad (2021), Fnac España cuenta con 38 tiendas físicas distribuidas de la siguiente manera:
- España: 37
  -  Andalucía (4): Granada, Málaga, Marbella y Sevilla.
  -  Aragón (2): Zaragoza (2).
  -  Asturias (1): Siero.
  -  Baleares (1): Palma de Mallorca.
  -  Castilla y León (1): Valladolid.
  -  Cataluña (7): Barcelona (5), Cornellá de Llobregat y Gerona.
  -  Galicia (2): La Coruña y Vigo.
  -  Comunidad de Madrid (9): Madrid (5), Leganés, Majadahonda, San Sebastián de los Reyes y Torrejón de Ardoz.
  -  Región de Murcia (1): Murcia.
  -  Navarra (2): Pamplona (2).
  -  País Vasco (2): Bilbao y San Sebastián.
  -  Comunidad Valenciana (5): Valencia (2), Alicante, Castellón de la Plana y Aldaya.

Su sede en España está en Pozuelo de Alarcón, en la provincia de Madrid.
En 2013 fue una de las primeras empresas en España en realizar una campaña de Black Friday.

### Edificio Callao

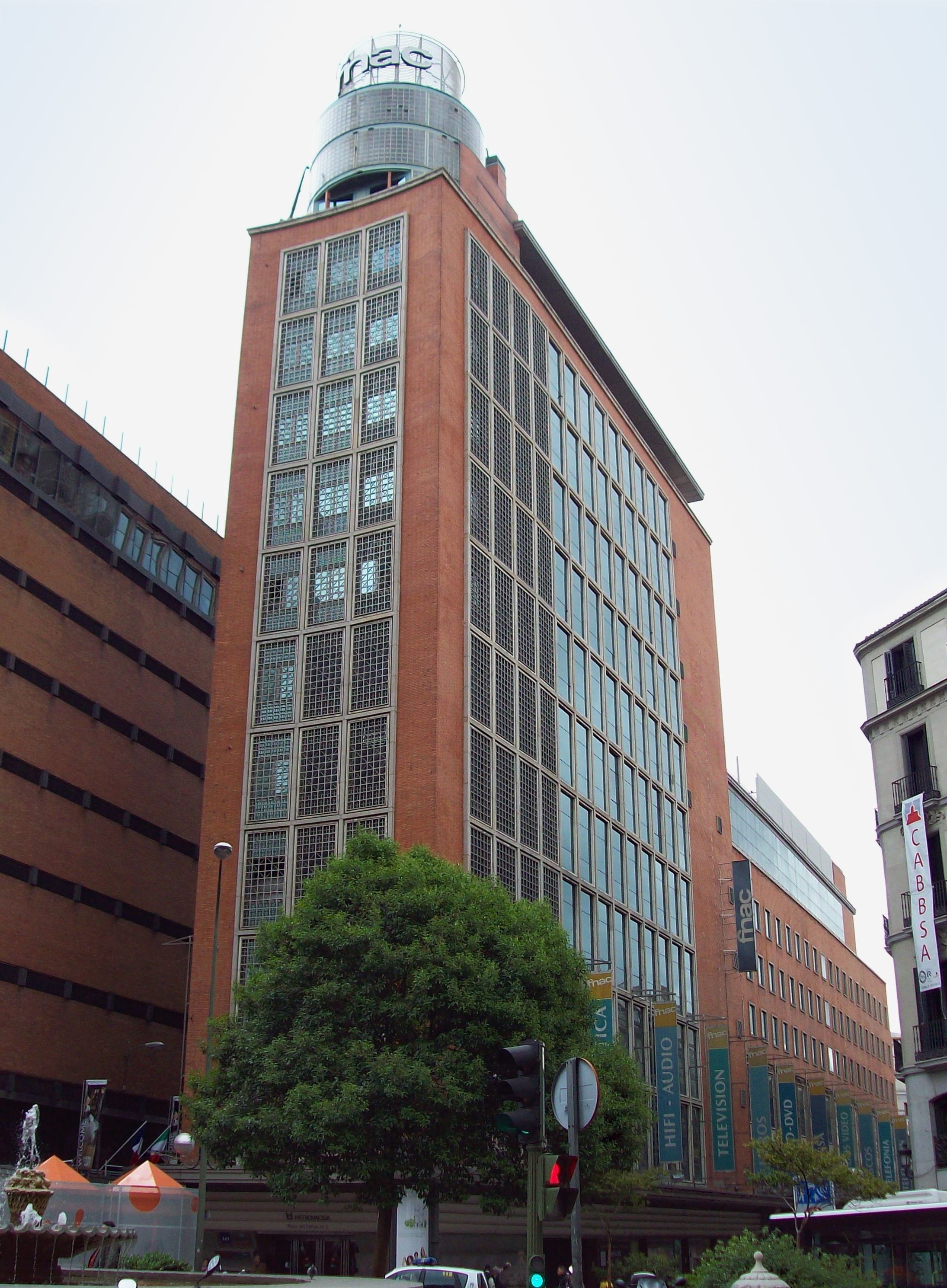
Edificio Fnac Callao (Madrid, España); antes, Galerías Preciados.

Contra lo que puede parecer, la Fnac no ocupa todo el edificio, ya que parte de él está reservado como oficinas que han sido ocupadas por aseguradoras como Reale y organismos oficiales. El acceso a la zona de oficinas es por la puerta que da a la plaza del Callao.
Junto a la cúpula, tras la reforma del edificio, se situaron varias imágenes entre las que destacaba un muñeco gigante de King Kong. Tuvo que ser retirado por orden del Ayuntamiento de Madrid pues afectaba a la estabilidad del edificio.

## Servicios de Fnac
Fnac se especializa en electrónica, libros, música y videojuegos, aunque también cuenta con servicios adicionales como cafetería o kiosco de prensa. Permite a los clientes que ojeen con total libertad los libros: incluso se han habilitado asientos para ello en la zona infantil.
Por otra parte, también está disponible un programa de socios mediante tarjeta o carné, con descuentos en algunos artículos y financiaciones de productos. También proporciona ventajas en empresas de terceros, como los cines de la cadena Cinesa.
Fnac, desde la inauguración de su primera sede en Madrid, reserva en varios de sus edificios un espacio al que denomina Fórum, donde se realizan eventos literarios, cursillos, conciertos, charlas y proyección de audiovisuales, entre otros.